# Bimba Sjöholm
Angelica Bimba Sjöholm, född 16 maj 1982 i Värmdö, är en svensk racerbåtförare och glasblåsare.
Bimba Sjöholm är dotter till racerbåtföraren Kenty Sjöholm (1941–2018). Hon började i båtracing 1995 inom klasserna S250, T400 and Formula 1000. 
År 2021 debuterade hon i UIM F2 World Championship i Grand Prix Sweden på Riddarfjärden i Stockholm.

## Meriter i urval
- 2021 – 2:a UIM F2 World Championship
- 2020 – 10:e UIM F2 World Championship
- 2019 – 7:e UIM F2 World Championship
- 2018 – 12:e UIM F2 World Championship
- 2016 – 13:e UIM F2 World Championship
- 2016 – 12:e UIM F2 World Championship
- 2015 – 13:e UIM F2 World Championship
- 2014 – 11:e UIM F2 World Championship
- 2013 – 18:e UIM F2 World Championship
- 2013 – 3:e Rouen 24-timmars lagtävling, klass S2000
- 2012 – 9:a UIM F2 World Championship
- 2012 – 5:a World Championship F1000
- 2012 – 4:a Rouen 24-timmars lagtävling med bland andra Mette Brandt Bjerknæs
- 2011 – 2:a F4s-serien
- 2010 – 1:a Europeiska mästerskapet Formula 1000
- 2008 – 2:a World Championship Formula 1000
- 2005 – 2:a Europeiska mästerskapet T400
- 2003 – 1:a Nordiska mästerskapet T400